# Massimo Marazzina
Massimo Marazzina (Pandino, 16 juli 1974) is een voormalig Italiaans voetballer (aanvaller), die sinds 2006 voor de Italiaanse eersteklasser Bologna FC uitkwam. Voordien speelde hij onder andere voor Chievo en Torino FC.
Marazzina speelde op 13 februari 2002 zijn eerste interland voor Italië tegen de Verenigde Staten (1-0 winst). Daarna speelde hij nog tweemaal voor de nationale ploeg.

## Clubstatistieken
| seizoen   | club                     | land   | competitie      | wed. | goals |
| --------- | ------------------------ | ------ | --------------- | ---- | ----- |
|           | AC Fanfulla 1874         | Italië | jeugd           |      |       |
|           | Inter Milaan             | Italië | jeugd           |      |       |
| 1993-1994 | Inter Milaan             | Italië | Serie A         | 3    | 0     |
| 1994-1996 | US Foggia                | Italië | Serie A/Serie B | 36   | 5     |
| 1996-2004 | Chievo Verona            | Italië | Serie B/Serie A | 157  | 50    |
| 2000-2001 | Reggina Calcio (gehuurd) | Italië | Serie A         | 29   | 4     |
| 2003      | AS Roma (gehuurd)        | Italië | Serie A         | 7    | 0     |
| 2003      | UC Sampdoria (gehuurd)   | Italië | Serie A         | 12   | 0     |
| 2004      | Modena FC (gehuurd)      | Italië | Serie A         | 12   | 3     |
| 2004-2005 | Torino FC                | Italië | Serie B         | 41   | 16    |
| 2005      | AC Siena                 | Italië | Serie A         | 8    | 0     |
| 2006-2010 | Bologna FC               | Italië | Serie B/Serie A | 77   | 35    |